# Include
Include (incluir en inglés) es una palabra clave que hace referencia a una instrucción al preprocesador que está presente en la gran mayoría de lenguajes de alto y medio nivel, de forma genérica se usa para adicionar un archivo al código, como por ejemplo la llamada a una biblioteca de funciones en C++ :
#include <iostream>
Antes del proceso de compilación, el preprocesador es llamado primero a ejecutarse y buscar llamadas de instrucción al pre-procesador, la instrucción include le indica al preprocesador que cuando este se ejecute, el compilador debe incluir un archivo en el código.
En C++, en base al estándar de 1998, la instrucción include se puede utilizar para llamar a bibliotecas, secuencias, funciones y objetos dentro o fuera del programa, Para las funciones y objetos dependiendo si han sido definidas en el propio código o en un archivo externo.